# 한덕양
한덕양(韓德讓, 941년 ~ 1011년)은 중국 요나라의 재상(宰相), 정치가(政治家)이다. 요나라 이름은 야율융운(耶律隆運)이다. 한인(漢人) 출신이라고 한다. 아버지 한광사(韓匡嗣)는 요나라 태조를 섬겼고, 남서면초토사(南西面招討使)을 지냈는데, 이들 부자는 처음에는 요나라 황실의 노예였다고 한다.
한덕양은 979년 송나라 태종의 남경 공격을 막아냈다. 요나라 경종(景宗)이 죽자 예지황후(睿知皇后)와 함께 그녀의 아들 성종(聖宗)을 옹립하였다. 송을 굴복시키고, 전연(澶淵)에서 화의를 맺었다.
한덕양은 사실 예지황후의 정부(情夫)였다. 이 둘은 스캔들은 요나라에서 유명하였다. 한덕양은 야율이라는 성으로 바꾸고, 황족을 칭하였다. 성종도 한덕양에게 부친의 예를 갖추었다.

## 한덕양이 등장하는 작품
- 《천추태후》(KBS, 2009년~2009년, 배우:이진우)
- 《고려거란전쟁》(KBS, 2023년~2024년, 배우:박병욱

## 같이 보기
- 예지황후
- 요 경종